# Dicaeum pectorale
El picaflores pectoral (Dicaeum pectorale) es una especie de ave paseriforme de la familia Dicaeidae endémica del oeste de Nueva Guinea y las islas aledañas.

## Distribución y hábitat
Se encuentra únicamente en el extremo occidental de Nueva Guinea, las islas Raja Ampat y Gebe. Su hábitat natural son los bosques húmedos tropicales.

## Taxonomía
Anteriormente se consideraba conespecífico del picaflores capirrojo (D. geelvinkianum) y del picaflores de las Luisiadas (D. nitidum).
Se reconocen dos subespecies: 
- D. p. ignotum - ocupa únicamente la isla Gebe;
- D. p. pectorale - se encuentra en el resto del área de distribución.[4]